# Мухаммед І (чагатайський хан)
Мухаммед I (*д/н — 1343/1345) — 23-й хан Чагатайського улусу в 1342—1343/1345 роках.

## Життєпис
Походив з династії Чингізидів. Син Пулада та правнук Дуви, хана Чагатайського улусу. Вжне його батько був мусульманином. Про діяльність Мухаммеда ібн пулада відомо замало. У 1342 році після повалення Алі-султана став претендентом на трон. Втім, більш могутнім виявився родич Халіл, який зробив Мухаммеда I своїм співволодарем. Не відігравав значущої ролі.
Точна дата смерті або завершення панування невідома. Остання згадка про цього хана відноситься до 1343 року. Втім, можливо, він деякий час правив після полону Халіла у 1344 році, намагаючись відновити єдність держави. Проте вже у 1345 році остаточно був повалений Казан-ханом, що став володарем об'єднаного Чагатайського улусу.